# Analcodes
Analcodes é um gênero de traça pertencente à família Agonoxenidae.